# Poros (Attica)
Poros (in greco Πόρος?) è un comune della Grecia situato nella periferia dell'Attica (unità periferica delle Isole) con 4.348 abitanti secondo i dati del censimento 2001.
Il territorio del comune è composto dall'isola omonima e dalla parte più orientale del Peloponneso e confina con i comuni di Troizinia ed Ermioni